# GeoDin
GeoDin ist ein modulares Softwaresystem für modernes Datenmanagement, das die Verwaltung von Daten aus Geologie, Geotechnik, Monitoring, Umwelt, Labor und Wasserwirtschaft ermöglicht. Es dient zur Erfassung von Schichtdaten aus Bohrungen, Ergebnissen geotechnischer Untersuchungen und anderen Messwerten, die bei geowissenschaftlichen Untersuchungen anfallen. Das seit 1994 für Windows entwickelte Programm (der ursprüngliche Name ODIN wurde in GeoDin geändert, um den Bezug zu Geodaten zu verdeutlichen) ist mittlerweile in der Version 9 verfügbar. GeoDin ist in Deutsch, Englisch, Französisch, Italienisch und Russisch erhältlich. Vertrieben wird es über den Internetauftritt der Entwicklerfirma.

## Merkmale
GeoDin unterstützt zahlreiche Normen (z. B. DIN EN ISO 22475) zur Erfassung von Bohrprofilen und besitzt die Möglichkeit, Parameter weitgehend frei zu definieren, so etwa für Grundwasserstände oder chemisch-physikalische Analysedaten von Wasserproben. Daneben besitzt GeoDin umfangreiche Darstellungsmöglichkeiten der gesammelten Daten. Es stehen Bohrsäulen, Schlagzahldiagramme für Ramm- und Drucksondierungen zur Verfügung. Wasserstände und Wasserchemie können in verschiedenen Diagrammen oder Ganglinien angezeigt werden.

## Datenverwaltung
Eine große Bedeutung hat die Verwaltung und Recherche der erfassten Bohrpunkte und Messwerte. Da die Datenverwaltung auf SQL-Datenbanken beruht, stehen entsprechende Möglichkeiten zur Abfrage der Datenbestände zur Verfügung. In den Basisversionen werden Microsoft-Access-Datenbanken verwendet, es besteht auch die Möglichkeit zur Anbindung von Client-Server-Datenbanken. Daneben unterstützt das Programm sogenannte Schichtabfragen zur Analyse von Schichtdaten, die sich mit herkömmlichen SQL-Abfragen nicht bewerkstelligen lassen.
Die Daten werden verwaltet in Form von Objekten für statische Daten, die nach der Erfassung in der Regel nicht mehr verändert werden. Dazu gehören Koordinaten und sonstige Lagedaten, Schicht- und Ausbaudaten, Grundwasserdaten und Daten von Sondierungen. Die Objektarten wurden speziell für die Erfassung von Daten nach bestimmten Standards entwickelt, eine Anpassung an Kundenvorgaben ist möglich.
Für Messwerte stehen unterschiedliche Datentypen zur Verfügung, bei denen die erfassten Parameter ausgewählt und auch selbst definiert werden können.

## Schnittstellen zu anderen Geoinformationssystemen
Einige Erweiterungen wurden für die Anbindung des Programms an die Geoinformationssysteme ArcView und ArcGIS entwickelt. Darüber hinaus bestehen Schnittstellen zu anderen Informationssystemen, so etwa dem Umweltinformationssystem (UIS) des Sächsischen Landesamtes für Umwelt, Landwirtschaft und Geologie (LfULG).
Daneben existieren Module, mit denen Daten für die Web-basierte Darstellung erzeugt werden können. So werden die Bohrungsdaten einiger Landesdatenbanken der Öffentlichkeit über GeoDin zugänglich gemacht. Von anderen Firmen wurden weitere Module für GeoDin entwickelt.